# Malick Kébé
Pour les articles homonymes, voir Kébé.
Malick Kébé, né le 4 février 1973 à Conakry (Guinée), est un opérateur culturel guinéen.
Il est directeur général du fonds de développement des Arts et de la culture depuis 2017 et Djembé d'or du meilleur manager guinéen en 2002.

## Biographie

### Origines
Malick Kébé est le petit-fils maternel de Momo Touré, ancien député à l'Assemblée française, et le petit-fils paternel de Sory Kébé, ancien combattant et chef de canton de Koba.
Fils du médecin Baba Kébé et de Oumy Djenab Touré, Malick Kébé est né en 1973 à Conakry. Il commence ses études à l'école primaire Mahatma Gandhi de 1980 à 1983, avant de rejoindre le Sénégal en 1983 pour continuer sa scolarité à l’école primaire de Fleuriste à Dakar. De retour en Guinée, il poursuit ses études au collège Gbessia Centre de 1986 à 1990, puis au lycée Bonfi de 1990 à 1993. Malick Kébé poursuit ensuite des études supérieures à l’école professionnelle de comptabilité de Méré Soundou à Bonfi, d'où il obtient son diplôme en 1996.

### Parcours professionnel
Malick Kébé, passionné de culture, a exercé les fonctions de manager du groupe Kill Point de 1996 à 2002. Au cours de cette période, il a activement participé au Festival MASA (Marché des Arts et du Spectacle Africain) d'Abidjan en 1999, en Côte d'Ivoire. Sous sa direction, le groupe Kill Point a effectué de nombreuses tournées, non seulement à l'intérieur du pays, mais également à travers l'Afrique et l'Europe.
En novembre 2000, il participe à un stage pratique sur l'organisation de festivals au Festival Théâtre des Réalités de Bamako, au Mali. En 2001, il prend part aux activités du Réseau des Opérateurs Culturels à Bamako. En 2003, il assiste aux Hip Hop Awards de Dakar ainsi qu'au Festival Africa Fête, également à Dakar.
Il est Djembé d'or du meilleur manager guinéen en 2002.
De 2001 en 2007, il est le directeur de production du festival de rap africain dénommée Le RAP Aussi à Conakry. En juin 2007, il organise le concert de Tiken Jah Fakoly au Stade du 28-Septembre, puis le concert de Julian Marley au Stade du 28-Septembre.
En mars 2010, il est nommé directeur de l'Agence Guinéenne de Spectacles. Dans le cadre de ses fonctions, il produit le titre "Tous ensemble", une œuvre collaborative qui rassemble plusieurs artistes renommés. Parmi ceux-ci figurent Mory Kanté, Tiken Jah Fakoly, Sékouba Bambino, Didier Awadi, Degg J Force 3, Sékouba Kandia Kouyaté, Sona Tata Condé, Lama Sidibé, Fodé Baro et Sia Tolno, entre autres.
En avril 2014, il initie la mise en place de l'Assurance Maladie pour les artistes guinéens avec NSIA Assurance,.
En 2017, il devient directeur général du fonds de développement des arts et de la culture,,.

## Sport
Malick Kébé est le conseiller et mentor du footballeur guinéen de liverpool Naby Keïta former au Santoba Football Club, dont il a été le président du 20 novembre 2013 en décembre 2015.